# Tardivní dyskineze
Tardivní dyskineze (TD) je porucha, která vede k mimovolním, opakujícím se pohybům těla, mezi které může patřit šklebení, vyplazování jazyka nebo mlaskaní. Kromě toho se mohou objevit rychlé trhavé pohyby nebo pomalé svíjející se pohyby. U přibližně 20% lidí s TD tato porucha narušuje každodenní fungování.
Tardivní dyskineze se u některých lidí vyskytuje v důsledku dlouhodobého užívání léků blokujících dopaminové receptory, jako jsou antipsychotika a metoklopramid. Tyto léky se obvykle používají k léčbě duševních onemocnění, ale mohou být podávány i při gastrointestinálních (trávících) nebo neurologických problémech. Tento stav se obvykle rozvíjí teprve po měsících až letech užívání. Diagnóza je založena na příznacích po vyloučení dalších možných příčin.
Snahy o prevenci tohoto stavu zahrnují buď užívání nejnižší možné dávky antipsychotik, nebo jejich vysazení. Léčba zahrnuje, pokud je to možné, vysazení antipsychotik nebo přechod na klozapin. Ke zmírnění příznaků lze použít i jiné léky, jako je valbenazin, tetrabenazin nebo botulotoxin. S léčbou někteří pozorují zmírnění příznaků, zatímco jiní ne.
Míra výskytu u pacientů užívajících atypická antipsychotika je přibližně 20 %, zatímco u těch, kteří užívají typická antipsychotika, je to přibližně 30 %. Riziko vzniku tohoto onemocnění je vyšší u starších lidí. Termín „tardivní dyskineze“ se poprvé začal používat v roce 1964.